# Новосело-Трновацько
44°31′ пн. ш. 15°18′ сх. д. / 44.51° пн. ш. 15.30° сх. д.
Новосело-Трновацько (хорв. Novoselo Trnovačko) — населений пункт у Хорватії, у Лицько-Сенській жупанії у складі міста Госпич.

## Населення
Населення за даними перепису 2011 року становило 84 осіб.
Динаміка чисельності населення поселення:

## Клімат
Середня річна температура становить 8,14 °C, середня максимальна – 21,53 °C, а середня мінімальна – -6,15 °C. Середня річна кількість опадів – 1234 мм.
| Клімат поселення                              | Клімат поселення | Клімат поселення | Клімат поселення | Клімат поселення | Клімат поселення | Клімат поселення | Клімат поселення | Клімат поселення | Клімат поселення | Клімат поселення | Клімат поселення | Клімат поселення | Клімат поселення |
| Показник                                      | Січ.             | Лют.             | Бер.             | Квіт.            | Трав.            | Черв.            | Лип.             | Серп.            | Вер.             | Жовт.            | Лист.            | Груд.            |                  |
| Середній максимум, °C                         | 4,76             | 5,82             | 8,60             | 12,45            | 17,25            | 20,62            | 21,53            | 21,13            | 17,50            | 13,21            | 8,13             | 4,48             |                  |
| Середня температура, °C                       | −0,71            | 0,38             | 3,15             | 7,00             | 11,80            | 15,17            | 17,35            | 16,94            | 13,32            | 9,01             | 3,96             | 0,31             |                  |
| Середній мінімум, °C                          | −6,15            | −5,08            | −2,31            | 1,55             | 6,35             | 9,71             | 13,16            | 12,76            | 9,13             | 4,86             | −0,22            | −3,87            |                  |
| Норма опадів, мм                              | 94               | 92               | 93               | 97               | 86               | 85               | 51               | 74               | 126              | 143              | 163              | 130              |                  |
| Середньомісячна швидкість вітру, м/с          | 3.18             | 3.29             | 3.38             | 3.18             | 2.88             | 2.66             | 2.60             | 2.55             | 2.79             | 3.05             | 3.47             | 3.53             |                  |
| Середньомісячна сонячна радіація, кДж/м²·день | 4678             | 7339             | 10745            | 15357            | 19457            | 21343            | 23226            | 19923            | 14620            | 9394             | 4952             | 3859             |                  |
| --------------------------------------------- | ---------------- | ---------------- | ---------------- | ---------------- | ---------------- | ---------------- | ---------------- | ---------------- | ---------------- | ---------------- | ---------------- | ---------------- | ---------------- |
| Джерело:                                      |                  |                  |                  |                  |                  |                  |                  |                  |                  |                  |                  |                  |                  |